# Erling Haaland
Erling Braut Haaland (født 21. juli 2000) er en norsk fodboldspiller, der spiller som angriber for den engelske Premier League klub Manchester City og det norske landshold.

## Baggrund
Haaland er søn af den tidligere Nottingham Forest, Leeds United og Manchester City-forsvarer Alf-Inge Håland. Han blev født i Leeds og støtter Leeds United. I et interview med den norske avis Aftenposten erklærede Haaland i februar 2017, at "drømmen er at vinde Premier League med Leeds." .
I 2019 ændrede han stavemåden af sit efternavn fra Håland til Haaland.

## Klubkarriere

### Bryne
Han gik på Bryne FC's talentakademi. I sæsonerne 2015 og 2016 spillede Håland for reserveholdet Bryne FK 2, hvor han imponerede ved at score 18 mål i 14 kampe. Hans præstationer for reserveholdet gjorde at han fik seniordebut, 15 år gammel. Håland debuterede den 12. maj 2016 i en 1. divisions-kamp mod Ranheim. Mens han var hos Bryne, havde han også en mislykket prøvetræning hos den tyske Bundesliga-klub TSG 1899 Hoffenheim. Håland spillede 16 kampe for Bryne.

### Molde
Den 1. februar 2017 annoncerede Molde FK, at de havde hentet Haaland til holdet. Han debuterede den 26. april 2017 i en pokalkamp mod Volda TI. Håland scorede sit første mål for Molde i sin debut i 3-2-sejren mod Volda.  Hans ligadebut kom den 4. juni 2017, da han blev indskiftet i det 71. minut mod Sarpsborg 08. Han modtog et gult kort efter 65 sekunder på banen. Håland scorede det vindende mål i det 77. minut, hans første mål i Eliteserien-mål.
Den 1. juli 2018 scorede Haaland fire mål mod SK Brann inden for de første 21 minutter af kampen, hvilket sikrede hans hold en udesejr på 4–0 over ligaens på daværende tidspunkt ubesejrede tophold. Hattricket blev scoret på 11 minutter og 2 sekunder og alle fire mål på 17 minutter og 4 sekunder. En Manchester United-talentspejder var til stede ved kampen. Molde FK-manager Ole Gunnar Solskjær sammenlignede efter kampen Hålands spillestil med Romelu Lukaku og afslørede, at klubben havde afvist flere bud på Håland fra forskellige klubber.
I den følgende kamp den 8. juli fortsatte Haaland sin scoringsstime, da han scorede to mål og lagde op til yderligere et i 5-1 sejren mod Vålerenga. Håland scorede i Moldes 3-0 UEFA Europa League sejr mod KF Laçi den 26. juli.

### Red Bull Salzburg
Den 19. august 2018 meddelte den østrigske klub FC Red Bull Salzburg, at Haaland ville tiltræde i klubben den 1. januar 2019 og underskrive en fem-årig kontrakt. Den 19. juli 2019 scorede Håland sit første hat-trick for klubben i en 7–1 Østrigs pokalturnering-kamp mod SC-ESV Parndorf. Den 10. august 2019 scorede Håland sit første Bundesliga-hat-trick for Red Bull Salzburg i en 5-2 sejr mod Wolfsberger AC. Håland scorede sit tredje hat-trick for Red Bull Salzburg den 14. september 2019, i en 7–2-sejr over TSV Hartberg, hvor han kom op på elleve ligamål i syv kampe. Tre dage senere, den 17. september 2019, scorede Håland et hat-trick i sin UEFA Champions League-debut mod Genk i en 6–2-sejr, hans fjerde hattrick for klubben.

### Borussia Dortmund
Den 29. december 2019 blev det offentliggjort, at Håland ville skifte til Borussia Dortmund, efter kun at have været i Salzburg i et år. Han underskrev en fire og et halv-årig kontrakt med dem, selv om der havde været interesse fra klubber som Juventus og Manchester United. I hans Bundesliga-debut scorede Haaland et hat-trick mod Augsburg, efter han blev indskiftet kort inde i 2. halvleg. Haaland blev kåret til Bundesliga: January Player of The Month, efter store præsentationer i kampene mod FC Augsburg, 1. FC Köln og Union Berlin. Haaland fik sin anden UEFA Champions League debut i sæsonen, da Borussia Dortmund vandt 2-1 over Paris Saint Germain, hvor han scorede begge mål. Håland scorede også i sin første derbykamp, (også kaldt " Revierderby") mod Schalke 04, hvor Dortmund vandt 4-0.

## International karriere
Håland har repræsenteret Norge i forskellige aldersgrupper. Med Norge U/19  den 27. marts 2018 scorede han et hat-trick mod Skotland U/19 i en 5–4-sejr for at hjælpe Norge med at sikre deres kvalifikation til UEFA European Championship under 19 . 
Den 22. juli 2018 scorede Håland for Norge U/19 i en 1–1 uafgjort mod Italien i UEFA Euro Under 19.
Den 30. maj 2019 scorede Haaland ni mål i Norge U/20 12–0 sejr mod Honduras U/20 ved FIFA U-20 verdensmesterskabet i 2019 i Lublin, Polen. Dette var Norges U/20's største sejr nogensinde, og Honduras U/20's største nederlag nogensinde. Dette satte også en ny U-20 verdensrekord for de fleste mål scoret af en enkelt spiller i en kamp, og også den største sejr for ethvert hold i turneringens historie. De ni mål mod Honduras U/20 slog øjnene op for Borussia Dortmund, der købte Erling Haaland af Salzburg.
Den 4. september 2020 scorede Haaland sit første internationale mål for Norge, i et 1-2 nederlag til Østrig i UEFA Nations League.

## Hæder

### Individuel
- Årets gennembrud i Eliteserien : 2018 [25]
- FIFA U-20 VM guldstøvle : 2019 [26]